# Buddalavaripalli, Bagepalli
Buddalavaripalli là một làng thuộc tehsil Bagepalli, huyện Kolar, bang Karnataka, Ấn Độ.